# Celestynów (powiat otwocki)
Celestynów – wieś sołecka w Polsce położona w województwie mazowieckim, w powiecie otwockim, w gminie Celestynów. Leży na Nizinie Mazowieckiej, oddalona o 32 km na południowy wschód od centrum Warszawy, oraz 10 km od Otwocka. Wieś wchodzi w skład Aglomeracji Warszawskiej, jest siedzibą gminy Celestynów oraz Nadleśnictwa Celestynów.
| SIMC    | Nazwa      | Rodzaj    |
| ------- | ---------- | --------- |
| 0000796 | Karniłówka | część wsi |
| 0000804 | Koprówka   | część wsi |
| 0000810 | Radzyń     | część wsi |
| 0000827 | Zajdlówka  | część wsi |

## Historia

### XIX w.
Pierwsze wzmianki o Celestynowie pochodzą z 17 grudnia 1833. Wtedy to Leopold Radziński kupił od swego ojca dobra, które zapisał w księdze wieczystej jako Radzin. W latach 1872–1875 powstał murowany Dwór Radzin. W 1873 z tych dóbr wyłączono dwa folwarki Radzin i Celestyny. Już wtedy istniała cegielnia. Do dzisiejszych czasów po fabryce pozostały komin cegielni oraz jeziorka po wydobyciu gliny.
Największą rolę w rozwoju miejscowości odegrała Kolej Nadwiślańska, którą otwarto w 1877 Przez następne lata stacja w Celestynowie była wykorzystywana przez Zamoyskich, którzy dowozili swoje towary z Kołbieli. Około roku 1900 wokół stacji powstały pierwsze zabudowania pracowników kolei.

### XX w.
Po zakończeniu I wojny światowej w Celestynowie, podobnie jak w całym powiecie otwockim, rozwijała się funkcja letniskowa. Wpływały na to lecznicze właściwości lasów sosnowych.
W aktach gminy Karczew pod datą 11 maja 1920 jest wzmianka, że na szkołę w Celestynowie gmina udzieliła zapomogi.
W 1927 rodzina Koprowskich zakupiła willę "Koprówkę".
11 listopada 1928 odsłonięto i poświęcono pomnik Dziesięciolecia Niepodległości przy kościele parafialnym.
31 maja 1930 Rada Gminna podjęła decyzję w sprawie zagospodarowania gruntów po majątku prywatnym Radzin.
1935 Dyrektorem szkoły został dr filozofii Michał Rękas.

#### II wojna światowa
Po wybuchu II wojny światowej, 1 września 1939 około godziny 17, w wyniku nalotu Luftwaffe na infrastrukturę kolejową zginęło 10 osób. Ciężko ranna nauczycielka tutejszej szkoły zmarła w szpitalu siedem dni później. Pomnik upamiętniający to wydarzenie stoi obok budynku stacji.
W czasie drugiej wojny światowej Dwór Radzin był bazą żołnierzy Armii Krajowej i Szarych Szeregów. W budynku odbywały się komplety tajnego nauczania. Inny dwór w Celestynowie "Koprówkę" zajęły oddziały Kałmuków służących w specjalnych oddziałach Hitlera.
29 sierpnia 1942 roku ukończono budowę rozpoczętej przed wojną szkoły powszechnej przy zbiegu ulic Otwockiej i Szkolnej (dzisiejsze przedszkole samorządowe). Przed nowym budynkiem posadzono pamiątkowy dąb.
W nocy z 11 na 12 grudnia 1943 oddział pod dowództwem Józefa Czumy ps. „Skryty” dokonał jednej z akcji dywersyjnych. W wyniku ataku na niemiecki pociąg z żołnierzami Wehrmachtu i zaopatrzeniem zginęło 120 Niemców, 130 zostało ciężko rannych, 7 z nich zmarło w szpitalach, oraz 100 lekko rannych. Akcja trwająca 15 minut spowodowała 30-godzinną przerwę w kursowaniu pociągów.
W 1944 z upaństwowionych lasów utworzono Nadleśnictwo Celestynów.

#### Lata powojenne
15 września 1946 odsłonięto pomnik zbiorowej pamięci Polaków poległych w Celestynowie z rąk hitlerowców.
W 1949 roku w Celestynowie powstała Państwowa Szkoła Ogólnokształcąca stopnia licealnego, w latach 1958–1969 Liceum Ogólnokształcące nr 3 (od 1964 roku im. Romualda Traugutta).
1 lipca 1952 powstała Gmina Celestynów w powiecie warszawskim. W następstwie likwidacji powiatu warszawskiego, przeniesiono ją tego samego dnia do nowo utworzonego powiatu miejsko-uzdrowiskowego Otwock, gdzie została przekształcona w jedną z jego ośmiu jednostek składowych – dzielnicę Celestynów. W latach 1952–1958 wieś tworzyła dzielnicę Celestynów, po zmianie należała i była siedzibą władz gromady Celestynów. 
W latach 1975–1998 miejscowość administracyjnie należała do województwa warszawskiego.
W 1957 roku mieszkańcy Celestynowa kultywując pamięć o bohaterach Akcji pod Celestynowem uczcili tablicą pamiątkową poświęconą odbiciu więźniów przy niskim peronie dworca kolejowego.
W 1963 roku oddano do użytku budynek Szkoły Ogólnokształcącej stopnia licealnego przy ulicy Świerczewskiego 27 (obecnie ul. św. Kazimierza 55). Ponieważ w szkole podstawowej naukę prowadzono na trzy zmiany, 7 lutego 1963 Wydział Oświaty w Otwocku przydzielił szkole podstawowej 2 izby lekcyjne mieszczące się w nowym budynku liceum.
14 czerwca 1966 zostały poświęcone przez kard. Stefana Wyszyńskiego dzwony o imionach: Maria, Józef, Andrzej Bobola na wieży kościoła w Celestynowie.
W latach 70. powstało Schronisko dla Bezdomnych Zwierząt im. Adolfa Dygasińskiego, dzięki ofiarności Zofii Płachcińskiej, która w testamencie przekazała 3 ha swojej posiadłości na rzecz Towarzystwa Opieki nad Zwierzętami w Polsce.
W marcu 1974 Zarząd Koła Gminnego ZBoWiD wyszedł z inicjatywą przeniesienia tablicy upamiętniającej odbicie więźniów z małego peronu i pobudowania pomnika w widocznym miejscu, przy budynku dworca kolejowego.
12 marca 1975 roku po 2 latach budowy miało miejsce uroczyste otwarcie Zbiorczej Szkoły Gminnej przy ulicy Wrzosowej. Szkole nadano imię „XXX–lecia PRL”. Dotychczasowy budynek szkoły przy ul. Szkolnej został wykorzystany na przedszkole.
W latach 1976–1997 na terenie Celestynowa działał Zespół Szkół Mechaniczno-Elektrycznych. W latach 1994–2008 działało ponownie Liceum Ogólnokształcące.

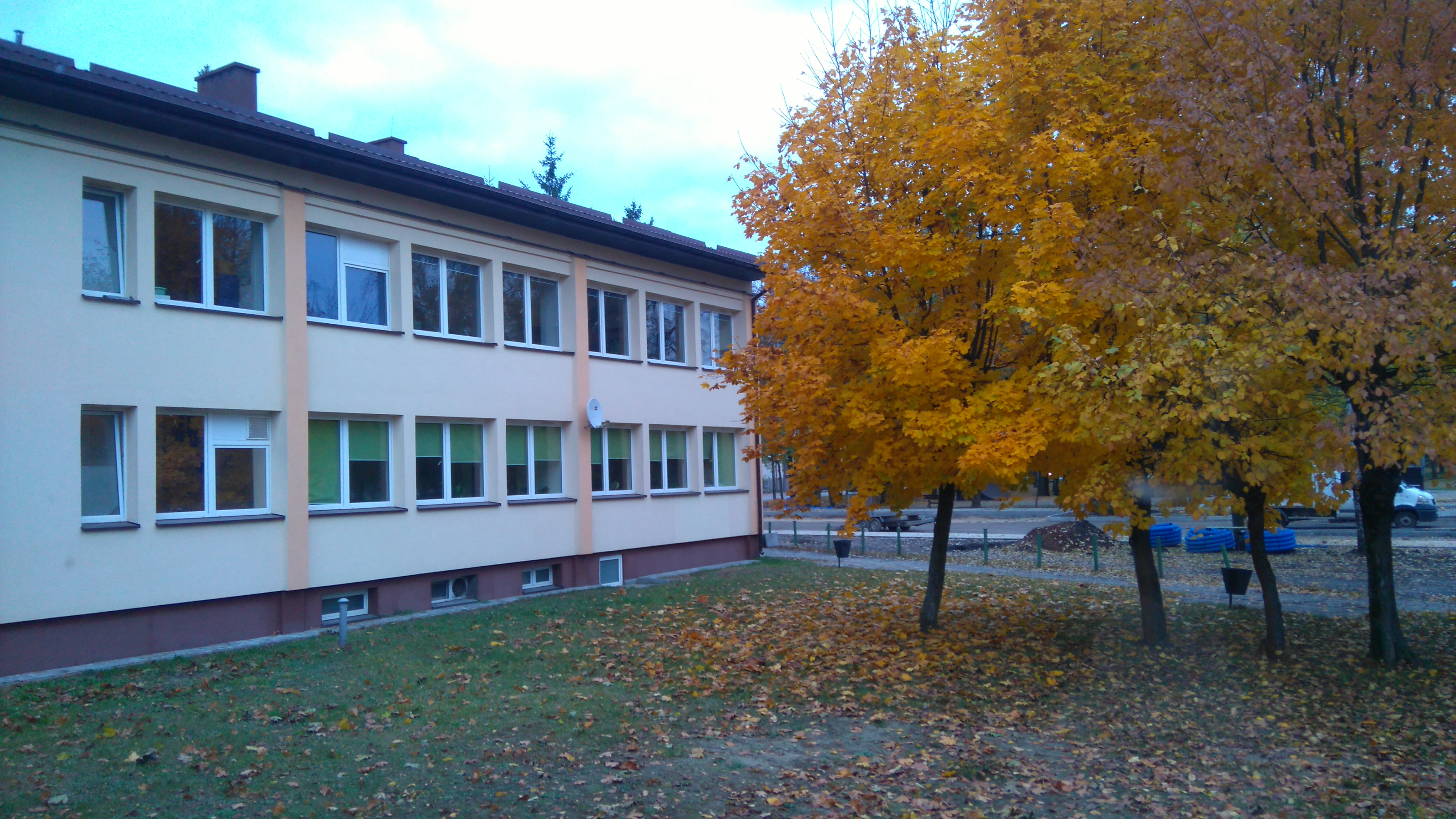
Gimnazjum z Oddziałami Dwujęzycznymi im. por. J. Czumy Skrytego w Celestynowie

21 października 1990 powstało Celestynowskie Towarzystwo Kulturalne.
1 lipca 1991 Nadleśnictwo Celestynów zostało rozwiązane i wcielone jako oddzielny obręb do graniczącego Nadleśnictwa Chojnów. Zarządzeniem nr 64 MOŚZNiL z dnia 31 grudnia 1992 ponownie powołano nadleśnictwo w granicach, w jakich znajduje się obecnie.
19 maja 1997 w kościele parafialnym została odsłonięta tablica poświęcona dwóm bohaterom Akcji pod Celestynowem, Stanisławowi Kotorowiczowi i Włodzimierzowi Stysło.
24 maja 1998 na wniosek przewodniczącego komisji historycznej Hufca Celestynów plac przed budynkiem stacji PKP w Celestynowie został nazwany imieniem oficerów - ppor. Stanisława Kotorowicza ps. "Crown" cc i ppor. Włodzimierza Stysły ps. "Jan II", którzy zginęli podczas pamiętnej Akcji odbicia więźniów w Celestynowie.
1 września 1999 roku rozpoczęło działalność Publiczne Gimnazjum w Celestynowie, które zajęło II piętro Szkoły Podstawowej w Celestynowie. Szkole Podstawowej przydzielono w zamian budynek byłego ośrodka zdrowia przy ul. Reguckiej. W tej tzw. „Małej szkółce” uczyły się klasy pierwsze i drugie w trybie dwuzmianowym.

### XXI w.
26 sierpnia 2003 roku Gimnazjum w Celestynowie nadano uchwałą Rady Gminy imię Józefa Czumy „Skrytego”.
W 2004 roku decyzją Rady Gminy została wyburzona „Koprówka”, dawna posiadłość Hilarego Koprowskiego.
25 maja 2007, Hilary Koprowski otrzymał tytuł Honorowego Obywatela Celestynowa.
15 sierpnia 2007 odsłonięto przebudowany i odnowiony pomnik Dziesięciolecia Niepodległości przy kościele parafialnym. Inicjatorem jego przebudowy był ówczesny proboszcz ks. Stanisław Wawrzyniak.
W 2008 zlikwidowano Liceum Ogólnokształcące po Gimnazjum oraz Technikum Elektryczne.
16 maja 2008 Szkole Podstawowej w Celestynowie nadano imię Batalionu „Zośka”. Nadania imienia dokonał biskup Stanisław Kędziora. W uroczystościach brali udział żołnierze Batalionu „Zośka”: Stanisław Sieradzki ps. „Świst”, Tytus Karlikowski, Tomasz Nowakowski, Jan Maruszewski, Henryk Kowal, Stanisław Krawczyk (uczestnik Akcji pod Celestynowem) oraz dwie sanitariuszki Marta Glińska i Alicja Pawłowska.

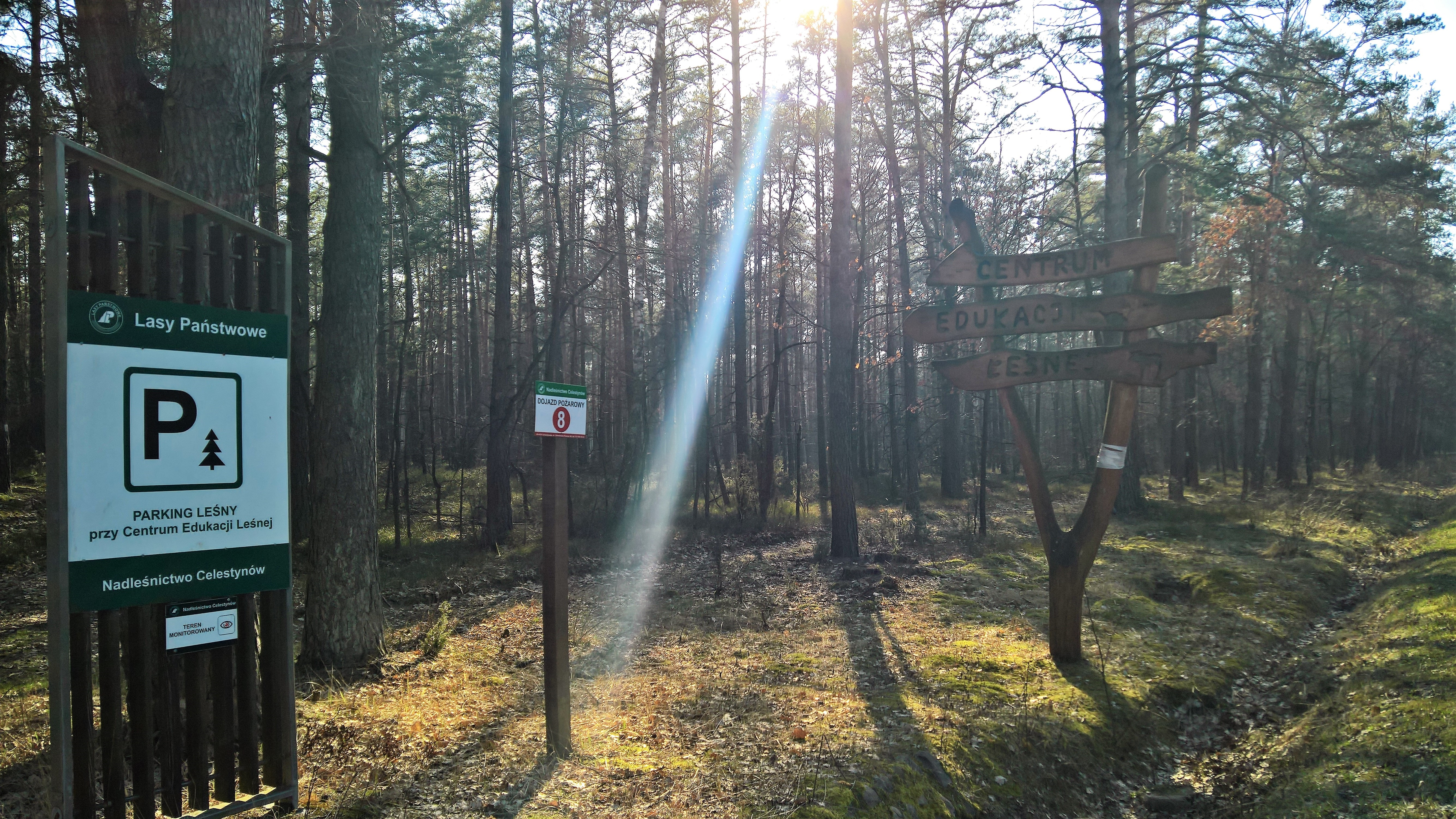
Drogowskaz do Centrum Edukacji Leśnej przy trasie „gozdowskiej”

15 października 2009 roku został otwarty kompleks Centrum Edukacji Leśnej w Celestynowie. Powstało ono w ramach funkcjonowania Leśnego Kompleksu Promocyjnego „Lasy Warszawskie”.
7 kwietnia 2012 spłonął „Tęczynek”, jeden z ostatnich budynków w stylu Świdermajer.
2014 – Przed szkołą odsłonięto tablicę pamiątkową poświęconą Hilaremu Koprowskiemu.
24 maja 2016 roku na terenie stacji kolejowej w Celestynowie przeprowadzono powiatowe ćwiczenia służb ratunkowych. Zasymulowano zderzenie busa z pociągiem Kolei Mazowieckich, pożar oraz ewakuację pasażerów pociągu. Akcja miała na celu sprawdzenie skuteczności zastępów Krajowego Systemu Ratowniczo-Gaśniczego na wypadek wystąpienia zagrożeń komunikacyjnych oraz systemu alarmowania.
W lipcu 2016 roku działająca w tamtym czasie lokalna telewizja internetowa TVC zebrała ponad 400 podpisów mieszkańców Gminy Celestynów postulującej za budową bezkolizyjnej przeprawy przez tory łączącej obie części Celestynowa.
23 listopada 2016 roku w Zespole Szkół w Celestynowie otwarto izbę pamięci „Historia Szkół Ponadpodstawowych w Celestynowie”.
19 grudnia 2016 roku została otwarta nowoczesna Hala Widowiskowo-Sportowa w Celestynowie wraz z ulicą Hilarego Koprowskiego, honorowego mieszkańca Celestynowa. Budynek jest połączony łącznikiem z Gimnazjum z Oddziałami Dwujęzycznymi im. por. J. Czumy „Skrytego”. W łączniku prowadzone są sesje rady Gminy Celestynów, zajęcia sportowe oraz spotkania GOKiS.
Pod koniec maja 2017 zakończono budowę parkingów oraz łącznika ulic Hilarego Koprowskiego z Regucką w ramach II etapu zagospodarowania przy hali sportowej w Celestynowie. W kolejnych etapach parking przed Urzędem Gminy zostanie przekształcony w deptak, powstanie nowy budynek Gminnego Ośrodka Kultury i Sportu, a obecny zostanie przemieniony w kawiarnię. Planowane jest również stworzenie alejek parkowych w centrum, przeniesienie istniejącego placu zabaw na drugą stronę ulicy, a w jego miejscu budowa fontann.
26 czerwca 2017 odbyły się warsztaty z przedstawicielami PKP i mieszkańcami Celestynowa, które miały na celu ustalenie priorytetów w ramach modernizacji dworca kolejowego w Celestynowie. Zadecydowano, iż połowa parteru będzie należeć do PKP, a pozostała część zostaje do dyspozycji mieszkańców.
8 lipca 2017 Celestynów gości (3 etap) Grand Prix Amatorów na szosie „Rowerem przez Polskę” organizowany przez RBK Sports&Managment oraz Fundacja eRBEKa z Krakowa.
1 września 2017 w ramach reformy edukacji Gimnazjum z Oddziałami Dwujęzycznymi im. por. J. Czumy „Skrytego” zostało włączone w skład Publicznej Szkoły Podstawowej im. Batalionu „Zośka” w Celestynowie, która przejęła budynek przy ul. Świętego Kazimierza 55. Po zakończeniu okresu przejściowego reformy w budynku przy ul. Wrzosowej będą się uczyć tylko uczniowie klas 0 – III, a nauka w całej szkole będzie prowadzona jednozmianowo. Zespół Szkół w Celestynowie przestał istnieć.
5 maja 2019 ze stacji Celestynów odjechał ostatni planowy pociąg osobowy Kolei Mazowieckich. Stacja została zamknięta na czas modernizacji, wprowadzono zastępczą komunikację autobusową.
17 lipca 2019 została wyburzona kładka łącząca ulicę Kolejową i Świętego Kazimierza. W jej miejscu budowane jest przejście podziemne.
30 sierpnia 2020 pociągi powróciły na szlak Otwock - Pilawa po jednym torze. Na stacji Celestynów mają miejsce mijanki tak, jak miało to miejsce przed modernizacją. Oddano do użytku pasażerów dwa perony oraz przejście pod torami.
13 grudnia 2020 pociągi po raz pierwszy kursują po nowo wybudowanym drugim torze pomiędzy Otwockiem, a Pilawą. Powróciły pociągi dalekobieżne bez zatrzymania na stacji Celestynów.
24 lutego 2021 została podpisana umowa na budowę wiaduktu kolejowego wraz z drogą łączącą ulice Świętego Kazimierza i Obrońców Pokoju. Inwestycja warta 30 milionów złotych jest finansowana ze środków Gminy Celestynów, PKP Polskich Linii Kolejowych, Starostwa Powiatowego w Otwocku oraz Unii Europejskiej.
Celestynów jest najmłodszą miejscowością w gminie, której jest stolicą.

## Infrastruktura
Na terenie miejscowości znajduje się Centrum Edukacji Leśnej i Nadleśnictwo Celestynów.

## Sport i rekreacja
- Hala Widowiskowo-Sportowa przy ul. Hilarego Koprowskiego
- Plac boisk „Orlik” 2012 wraz z infrastrukturą sportową Szkoły Podstawowej im. Batalionu „Zośka” w Celestynowie
- Pumptrack
- Siłownia plenerowa przy ul. Reguckiej
- Zielony Punkt Kontrolny - punkty kontrolne w Lasach Celestynowskich do biegów na orientację

## Miejsca pamięci
- Pomnik Odzyskania Niepodległości przy Kościele parafialnym.
- Pomnik zbiorowej pamięci przy pl. kard. Stefana Wyszyńskiego

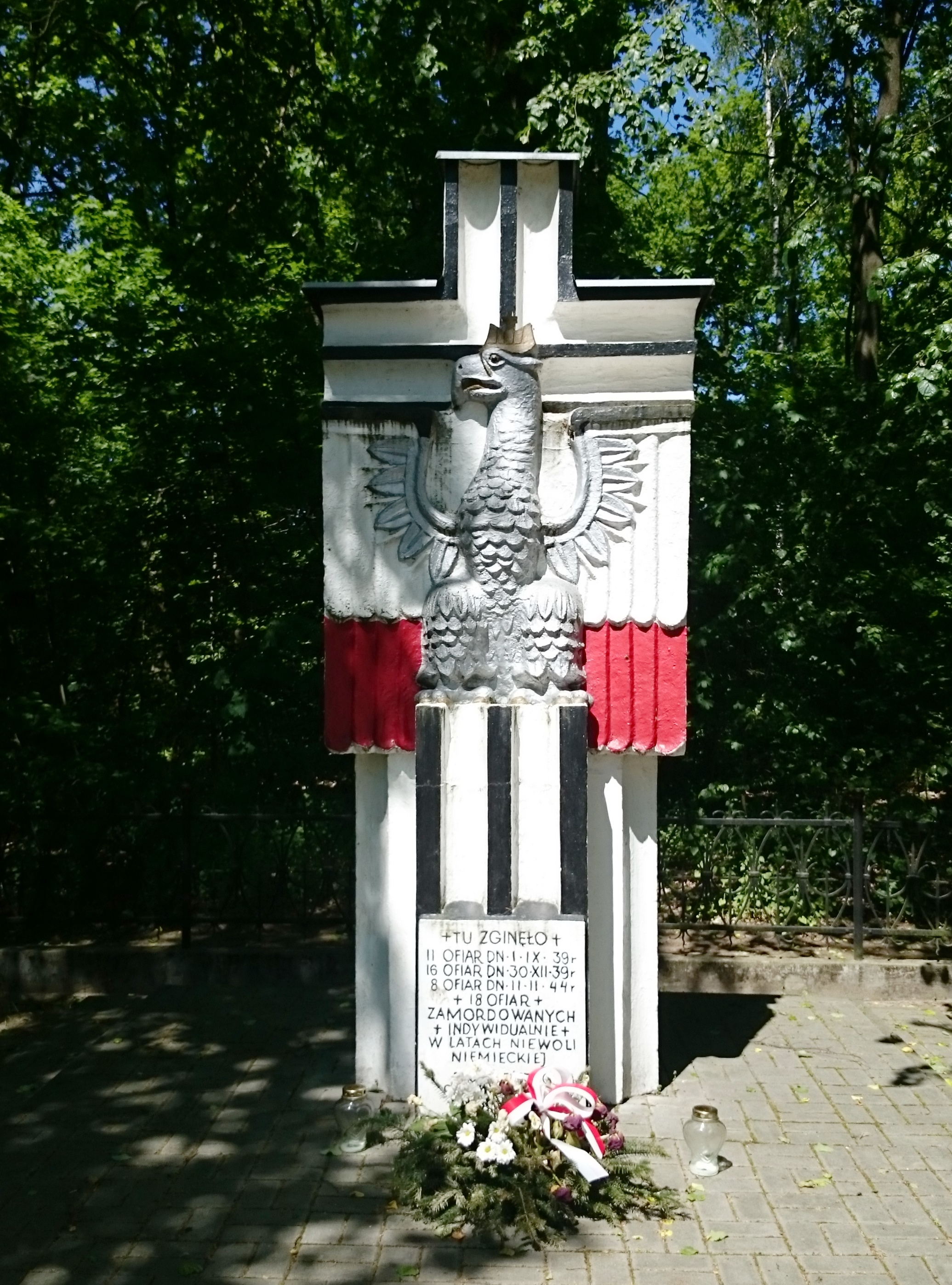
Pomnik – upamiętnienie ofiar wojny i okupacji hitlerowskiej przy pl. Kardynała Stefana Wyszyńskiego

- Pomnik poświęcony Akcji pod Celestynowem przy budynku Dworca PKP

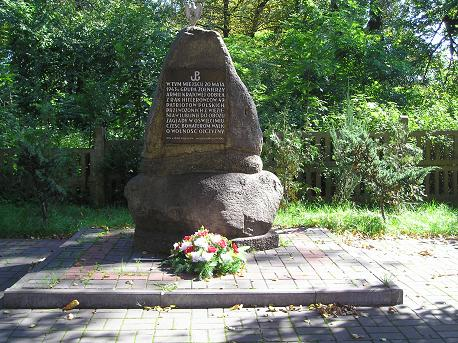
Pomnik upamiętniający Akcję pod Celestynowem przy Dworcu Kolejowym

- Pomnik akcji „Skrytego” przy przejeździe kolejowo-drogowym na ul. Prostej
- Pomnik ofiar bombardowania Celestynowa przy budynku Dworca PKP
- Golgota Leśników Polskich na terenie Centrum Edukacji Leśnej
- Pomnik poświęcony pamięci 3 LO w Celestynowie

## Wspólnoty wyznaniowe
- Kościół rzymskokatolicki:
  - parafia Wniebowzięcia Najświętszej Maryi Panny
- Świadkowie Jehowy:
  - zbór Celestynów (Sala Królestwa Mińsk Mazowiecki)[26].

## Przyroda

### Rezerwaty przyrody
- Bocianowskie Bagno – rezerwat powstały w 1982 o powierzchni 68,98 ha. Jest to rezerwat częściowy. Utworzono go w celu ochrony zbiorowisk leśnych na terenach wydmowych i torfowiskowych.
- Celestynowski Grąd – rezerwat powstały w 1987 o powierzchni 8,35 ha. Celem ochrony danego obszaru jest zachowanie lasu liściastego, grądu, dawniej typowego dla okolic Celestynowa, a obecnie otoczonego przez lasy iglaste.

### Lasy Państwowe
W Celestynowie swoją siedzibę ma Nadleśnictwo Celestynów obejmujące swoim obszarem lasy o powierzchni 8 935,70 ha. W lesie przy ulicy Wojska Polskiego powstał nowoczesny kompleks Centrum Edukacji Leśnej w ramach projektu „Zabezpieczeniu obszaru Natura 2000 Bagno Całowanie przed nadmierną presją turystów”

## Transport publiczny

### Transport kolejowy
Przez Celestynów przebiega zmodernizowana linia kolejowa nr 7. Pociągi uruchamiane są przez samorządowego przewoźnika Koleje Mazowieckie na trasie R7: Warszawa Zachodnia - Celestynów - Dęblin. Pociągi PKP Intercity nie mają postojów handlowych na stacji Celestynów. W godzinach szczytu pociągi kursują z częstotliwością co ok. 10-30 minut, poza szczytem co godzinę. Celestynów jest stacją graniczną III strefy biletowej Kolei Mazowieckich.

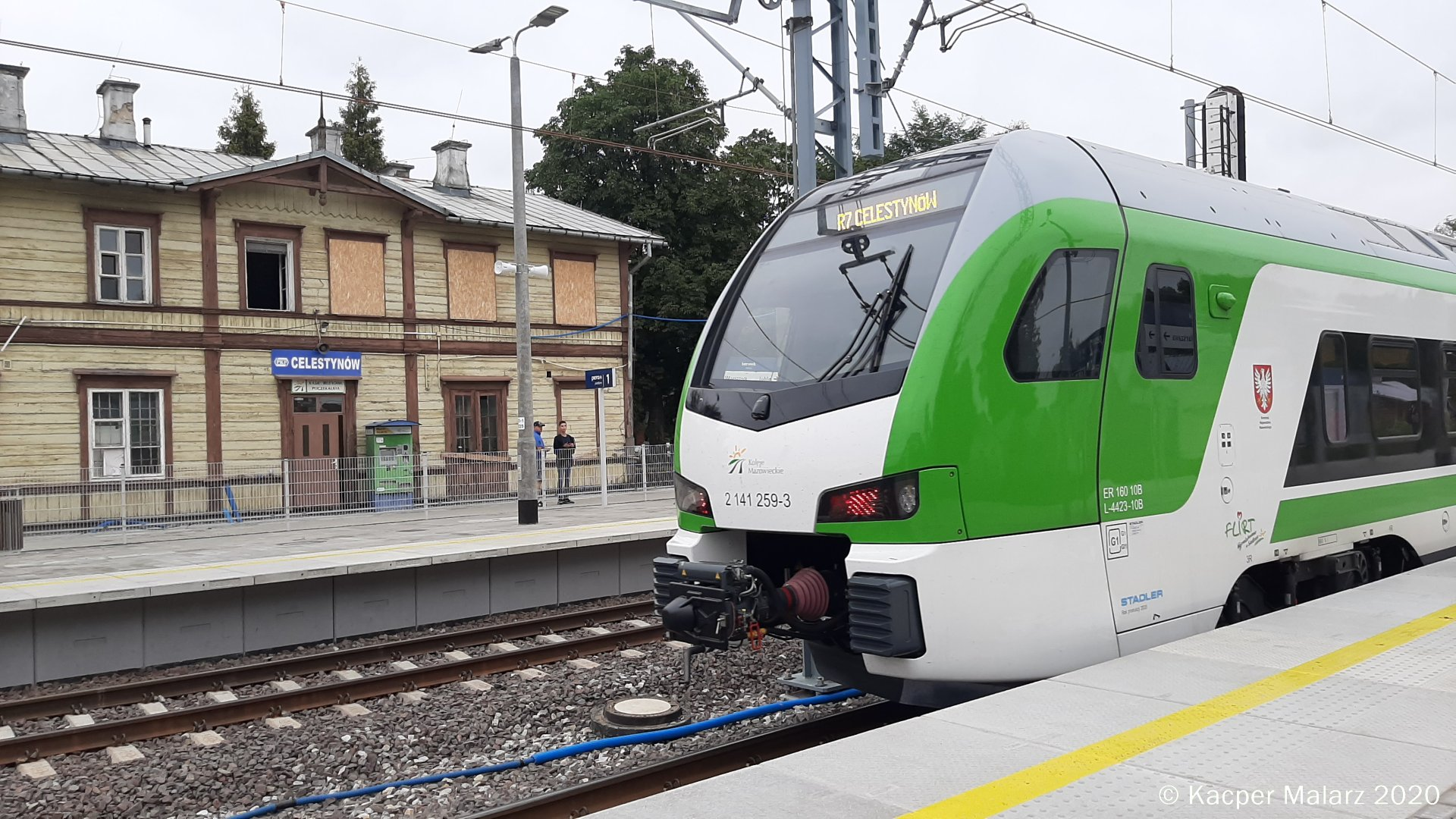
Pociąg Kolei Mazowieckich do stacji Celestynów

Połączenia bezpośrednie do ważniejszych miast uruchamiane przez Koleje Mazowieckie (stan na 9 marca 2022):
- Warszawa Zachodnia - codziennie
- Warszawa Śródmieście - codziennie
- Warszawa Wschodnia - codziennie
- Józefów - codziennie
- Otwock - codziennie
- Dęblin - codziennie
- Sobolew - codziennie
- Pilawa - codziennie
- Grodzisk Mazowiecki - codziennie
- Radom Główny - codziennie
- Warka - codziennie
- Żyrardów - połączenia tylko w dni robocze
- Sochaczew - codziennie
- Błonie - codziennie

### Transport drogowy
Do Celestynowa prowadzi droga wojewódzka nr 797 łącząca z drogą krajową nr 50 w Regucie. Pozostałe drogi są własnością powiatu otwockiego i łączą Celestynów z Otwockiem, Kołbielą i Człekówką.

### Transport autobusowy
Do Celestynowa można dojechać autobusami komunikacji prywatnej, a także realizowanej w ramach dofinansowań samorządu lokalnego. Obecne bezpośrednie połączenia i przewoźnicy (stan na 10 marca 2021):

- Celestynów, Os. Jednostka Wojskowa, UTJ Wołoszka - kursuje w dni robocze
- Otwock przez Glinę, MiniBus Karczew – kursuje od poniedziałku do soboty;
- Karczew z przesiadką w Otwocku, MiniBus Karczew – kursuje od poniedziałku do soboty;
- Warszawa Plac Zawiszy z przesiadką w Otwocku, MiniBus Karczew – kursuje od poniedziałku do soboty;
- Ponurzyca przez Regut, UTJ Wołoszka – kursuje w dni robocze;
- Ostrów, UTJ Wołoszka - kursuje w dni robocze;
- Wola Ducka, Gmina Celestynów – kursuje tylko w dni nauki szkolnej;
- Zabieżki, Gmina Celestynów – kursuje tylko w dni nauki szkolnej;
- Kołbiel przez Gózd, UTJ Wołoszka – kursuje w dni robocze, skomunikowany z pociągiem;
- Mińsk Mazowiecki z przesiadką w Kołbieli, UTJ Wołoszka – kursuje w dni robocze;

## Wydarzenia cykliczne organizowane na terenie Celestynowa
- Powitanie Nowego Roku – 1 stycznia
- Orszak Trzech Króli – 6 stycznia
- Rocznica nadania imienia Batalionu „Zośka” Szkole Podstawowej w Celestynowie oraz Akcji w Celestynowie – okolice 20 maja
- Dni Otwarte oraz wykłady w Centrum Edukacji Leśnej – maj-wrzesień
- Piknik historyczno-militarny – lipiec
- Dzień Gminy Celestynów – pierwsza niedziela po 15 sierpnia
- Celestynowski Bieg Uliczny – wrzesień/październik
- Rocznica poświęcenia kościoła parafialnego – 30 października
- Niepodległościowy Turniej Siatkówki – 11 listopada
- Wigilia środowiskowa, sołeckie spotkanie opłatkowe – ostatni piątek przed Wigilią Bożego Narodzenia

## Media lokalne

### Media internetowe

#### Dawniej
- Gmina Celestynów Online - portal internetowy mieszkańców Celestynowa i okolic działający do 2014 roku
- TVC (poprzednie nazwy: Celestynów TV, CTV) - niezależna, regionalna telewizja internetowa działająca w latach 2011-2020

### Prasa

#### Dawniej
- MiCelestyn - magazyn rozpowszechniany przez twórców portalu Gmina Celestynów Online
- Kurier Sąsiedzki - kwartalnik Celestynowskiej Inicjatywy Samorządowej

#### Obecnie
- Celestynka - miesięcznik samorządowy rozpowszechniany przez Urząd Gminy Celestynów od 1999

## Stowarzyszenia i organizacje z siedzibą w Celestynowie
- Celestynowskie Towarzystwo Kulturalne
- Stowarzyszenie "Koprówka"
- Koło Polskiego Związku Wędkarstwa nr 96
- Celestynowskie Stowarzyszenie Współpracy Międzynarodowej "Na Świat"
- Stowarzyszenie Aktywni dla Celestynowa

## Edukacja

### Przedszkola
- Przedszkole Samorządowe w Celestynowie
- Niepubliczny Punkt Przedszkolny „Kubuś” w Celestynowie

### Szkoły podstawowe
- Publiczna Szkoła Podstawowa im. Batalionu „Zośka” w Celestynowie

### Inne
- Wojskowy Ośrodek Farmacji i Techniki Medycznej w Celestynowie

### Dawniej

#### Gimnazja
- Gimnazjum z Oddziałami Dwujęzycznymi im. por. Józefa Czumy „Skrytego” w Celestynowie (1999-2017)
- Oddziały gimnazjalne działające przy SP Celestynów (2017-2019)

#### Szkoły ponadpodstawowe
- Liceum Ogólnokształcące nr 3 im. Romualda Traugutta w Celestynowie (1958-1969)
- Technikum Mechanizacji Rolnictwa w Celestynowie (1977-1984)
- Technikum Mechaniczno – Elektryczne im. Mikołaja Kopernika w Celestynowie (1967-2008)

## Związani z miejscowością
- Hilary Koprowski – wynalazca szczepionki przeciwko Polio. Jest honorowym obywatelem Celestynowa, a od grudnia 2016 roku jego imię nosi ulica przy nowo wybudowanej Hali Widowiskowo-Sportowej w Celestynowie[29].
- Edmund Jankowski – właściciel majątku Skarbonka (dziś na terenie wsi Lasek) oraz organizator szkoły ogrodniczej w Celestynowie. W 1930 roku, dzięki pomocy materialnej profesora oraz wysiłkiem wszystkich parafian, przystąpiono do budowy murowanego kościoła[30].
- Sylwester Porowski – profesor Unipress w Lasku, który 12 grudnia 2001 r. publicznie przedstawił niebieski laser półprzewodnikowy, w którym po raz pierwszy wykorzystane zostały monokryształy azotku galu. Dzięki dobrej współpracy z władzami gminy Celestynów, parafią i kolejnymi jej proboszczami, Zespołem Szkół i osobami prywatnymi organizuje od 1994 roku na terenie Unipressu letnie wakacje dla dzieci z Ukrainy[31]. W 2002 r. Rada Gminy podjęła uchwałę o przyznaniu profesorowi Sylwestrowi Porowskiemu tytułu Honorowego Obywatela Gminy Celestynów.
- Wiesław Muszyński - redaktor mediów lokalnych, harcmistrz, a także autor wielu publikacji o historii Celestynowa - m.in. "Oni rozsławili Celestynów" oraz "Ocaleni w Celestynowie". Zmarł w 2016 roku i został pochowany na terenie miejscowego cmentarza parafialnego[32].
- Janina Skrzypiec-Nowak - była dyrektor i nauczyciel historii Szkoły Podstawowej im. Batalionu "Zośka" w Celestynowie, która przyczyniła się do nadania imienia tej placówce. Aktywna działaczka społeczna, kandydatka na Wójta Gminy Celestynów w wyborach samorządowych 2014, członek Stowarzyszenia "Koprówka". Jest współautorką publikacji o Celestynowie autorstwa Wiesława Muszyńskiego.

## Turystyka

### Zabytki
- Dwór Radzin (1875) oraz park wokół niego[33][34]
- Dworzec Kolejowy w Celestynowie (1900)[35]
- Kościół Parafialny pw. Wniebowzięcia Najświętszej Maryi Panny (1930)[36]
- Cmentarz Parafialny (1931)[37]
- Willa wraz z zielenią leśną przy ul. Świętego Kazimierza (1907)

### Piesze i rowerowe szlaki turystyczne PTTK
- MZ-5083z „Szlak pejzażowy” o długości 31 km
  - Trasa: Kołbiel PKS – Celestynów PKP – Okoły – Otwock, wiadukt kolejowy – Otwock PKP[38]
- MZ-5096n „Ponadregionalny szlak borów nadwiślańskich” o długości 80 km
  - Trasa: Glinianka PKS – Wola Karczewska – Adamówka – Wólka Mlądzka – Rudka – Otwock – Czerwona Droga – Torfy – Jezioro Czarne – Lasek – Celestynów – Regut – Las Ponurzycki – Zabieżki – Kąciki – Osieck, UG – Łucznica – Garwolin PKP[39]
- PTTK OTWOCK R-1c „Szlak borów nadwiślańskich” o długości 75 km
  - Trasa: Warszawa Radość PKP – Zagórze – Góraszka – Emów – Kamień Leśnika – Dąbrowiecka Góra – Dąbrówka – Celestynów – Regut – Podbiel – Ponurzyca – Czarci Dół – Osieck – Kąciki – Augustówka Ocznia – Jaźwiny – Augustówka – Pilawa[40]
- „Przez Lasy Celestynowsko-Otwockie” o długości 10 km
  - Trasa: Celestynów PKP – Nadleśnictwo Celestynów – Dąbrówka – Dąbrowiecka Góra – Baza Torfy[41]

## Współpraca międzynarodowa
- Clapiers – 7 października 1990 podpisano umowę partnerską Gminy Celestynów z Clapiers. Aby rozszerzać współpracę międzynarodową stworzono fundację „Na Świat”.
- Zastawne, Poluchów Wielki – W roku 2012 Gmina Celestynów i Gmina Zastawne z okręgu Lwowskiego podpisały list intencyjny w sprawie nawiązania współpracy. W 2019 roku w trakcie pobytu na Ukrainie przedstawiciele Samorządu Gminy Celestynów podpisali w Wyżnianach Umowę o współpracy partnerskiej pomiędzy Gminą Celestynów a Zastawniańską Wiejską Radą i Welkopoluchowską Wiejską Radą.
- Tsuruga –  W 2019 Wójt Gminy Celestynów Witold Kwiatkowski wystosował list intencyjny do władz japońskiego miasta SAKAKI o chęci nawiązania oficjalnej, wszechstronnej współpracy.[42]

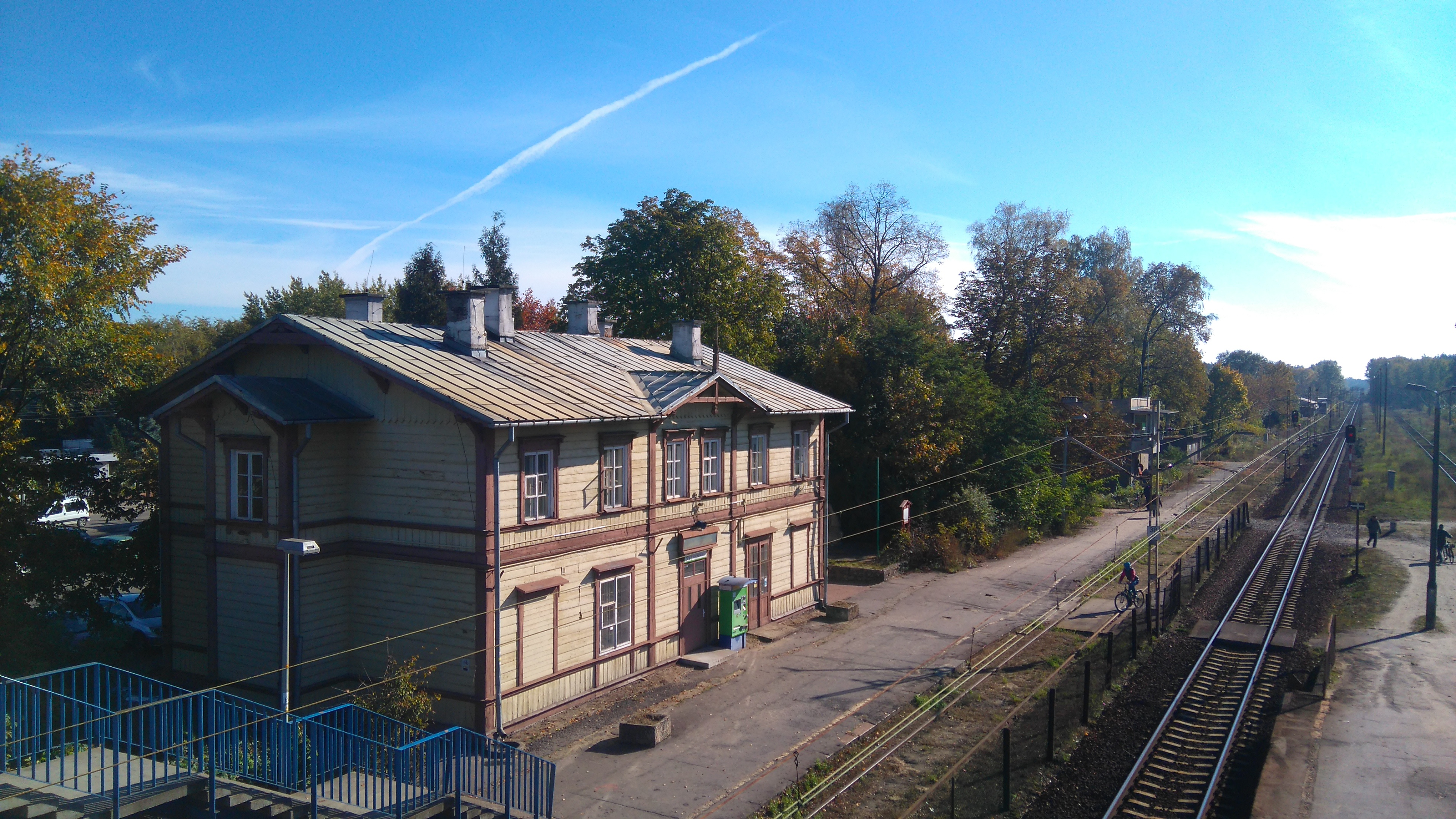
Dworzec kolejowy
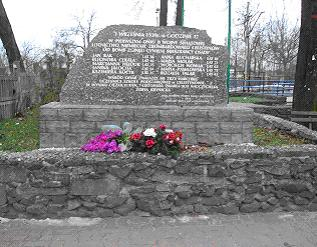
Pomnik pamięci narodowej przy dworcu
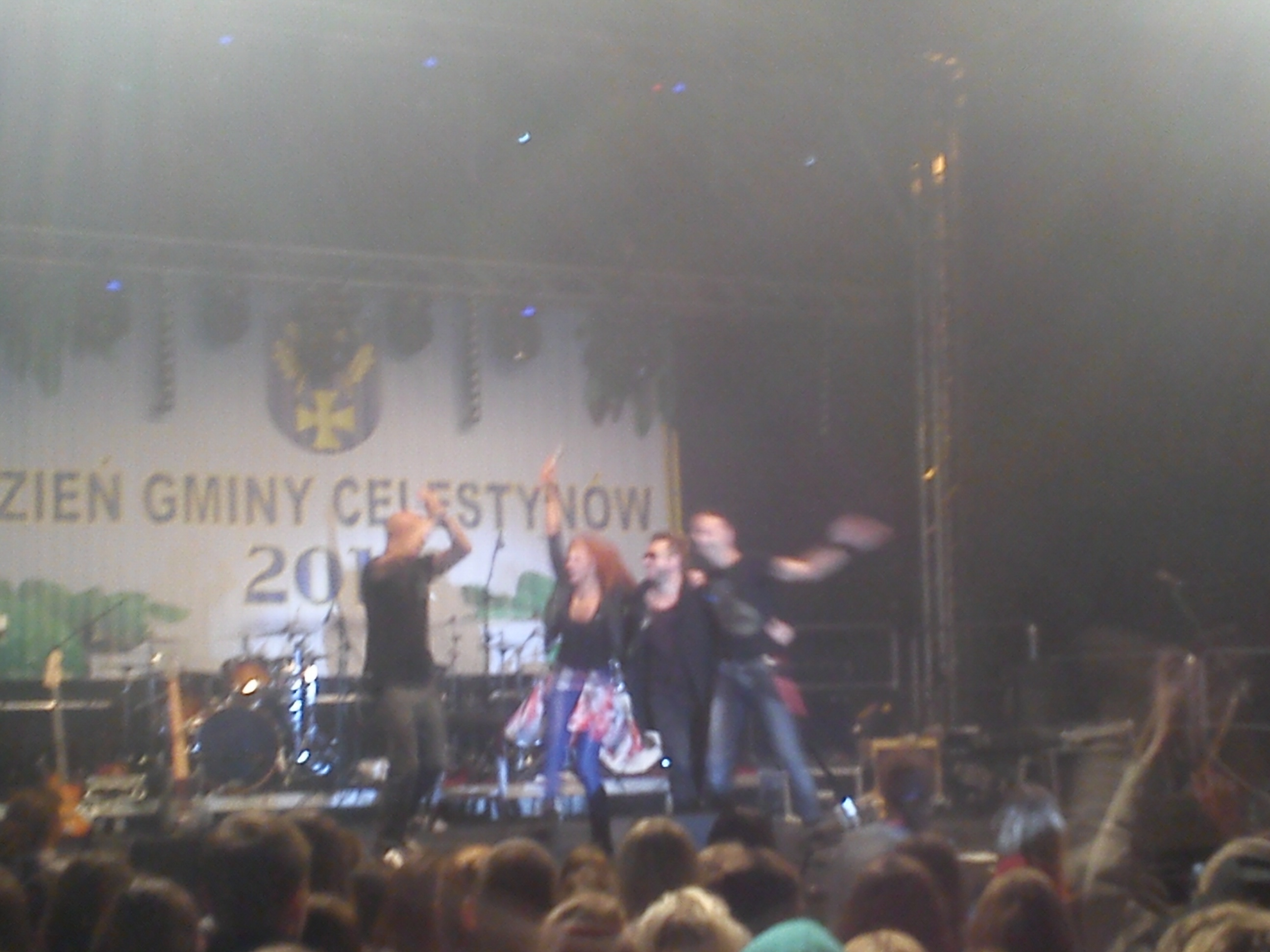
Dzień Celestynowa 2014
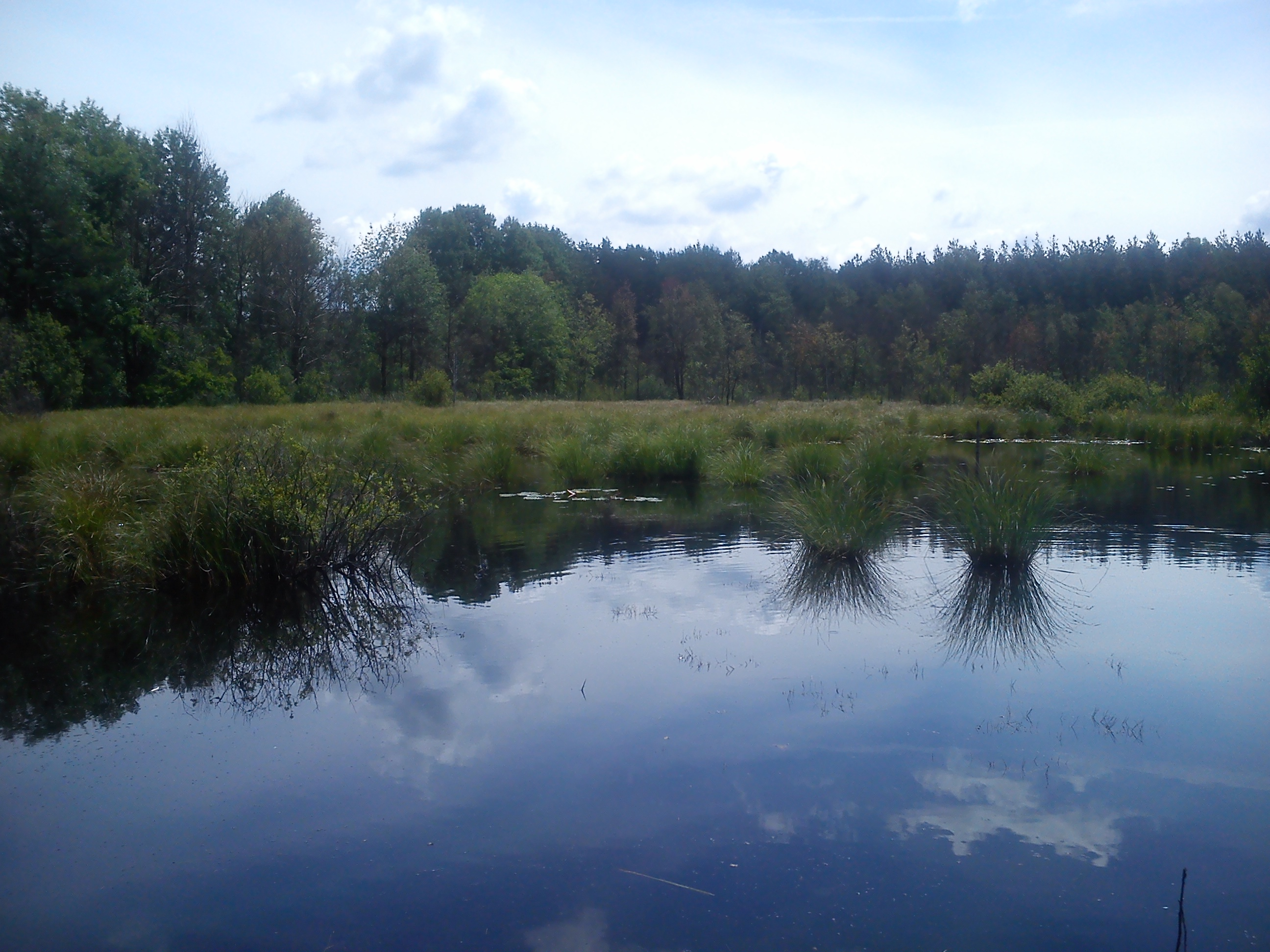
Jezioro Celestyn